# موديرن كومبات: ساندستورم
موديرن كومبات: ساندستورم (بالإنجليزية: Modern combat: Sandstorm)‏
هي لعبة فيديو من منظور الشخص الأول تم تطويرها ونشرها من قِبل شركة جيم لوفت
لأنظمة أندرويد  وآي أو أس  وويب أو إس وبادا. وهي الإصدار الأول من سلسلة موديرن كومبات تبعتها لعبة موديرن كومبات 2: بلاك بيجاسوس
في 2010 ولعبة موديرن كومبات 3: فالن نيشن في 2011 ولعبة موديرن كومبات 4: زيرو آور في 2012 ولعبة موديرن كومبات 5: بلاك آوت
في 2014.